# 1995 год в компьютерных играх

## Мероприятия
- 11 мая — 16 мая — первая ежегодная выставка E³ была проведена в Лос-Анджелесе.

## Пресса
- 5 ноября — GameFAQs, портал по компьютерным играм, начал работу в Интернете.

## Выпуски игр
- 15 февраля — Star Wars: Dark Forces от LucasArts, PC (DOS);
- 28 февраля — Descent от Parallax Software[англ.], PC (DOS);
- 11 марта — Chrono Trigger от Squaresoft, SNES;
- 2 апреля — Hong Kong'97 от Happysoft, SNES;
- 14 апреля — Frontier: First Encounters от Frontier Developments, PC (DOS);
- 30 апреля — The Ultimate Doom от ID Sofware, PC (DOS);
- 1 июня — Flight Unlimited от Looking Glass Studios, PC (DOS);
- 1 июня — Mother 2 (Nintendo, Ape, Inc.), выпущенная в США для SNES как EarthBound;
- 30 июня — Gabriel Knight 2: The Beast Within от Sierra Online, PC (DOS, Windows 95, Macintosh);
- Июль — The Legend of Sword and Fairy (仙劍奇俠傳) от Softstar, PC (DOS).
- 24 июля — MechWarrior 2: 31st Century Combat , выпущена Activision, PC (DOS);
- 31 июля — Phantasmagoria от Sierra Online, PC (DOS, Windows 95);
- 5 августа Super Mario World 2: Yoshi's Island от Nintendo, SNES;
- 31 августа — Command & Conquer от Westwood Studios, PC (DOS, Windows 95);
- 31 августа — The Need for Speed первая игра серии от EA Canada, PC (DOS);
- 31 августа — New World Computing выпустила Heroes of Might and Magic, которая стала первой в популярной серии Heroes of Might and Magic, PC (DOS, Windows 95);
- октябрь — Destruction Derby от Psygnosis, PC (DOS), PlayStation;
- 30 октября — Hexen от Raven Software под издательством id software;
- 31 октября — I Have No Mouth, and I Must Scream от The Dreamers Guild, PC (DOS, Macintosh);
- ноябрь — MechWarrior 2: Ghost Bear’s Legacy , выпущена Activision, PC (DOS);
- ноябрь — Подземелья Кремля, PC (DOS)
- 11 ноября — Warhammer: Shadow of the Horned Rat от Mindscape, первая стратегия с полностью трёхмерной графикой, PC (DOS);
- 5 декабря — Donkey Kong Country 2 от Rareware и Nintendo, продолжение популярной Donkey Kong Country для SNES;
- 9 декабря — Warcraft II от Blizzard Entertainment, PC (DOS, Windows 95, Macintosh);
- 31 декабря — Wing Commander IV: The Price of Freedom от Origin Systems, PC (DOS, Windows 95);
- 31 декабря — Millennia: Altered Destinies от Take-Two Interactive, PC (DOS);
- Jagged Alliance: Deadly Games от Sir-Tech, PC (DOS);
- Crusader: No Remorse от Origin Systems, PC (DOS), PlayStation;
- The Big Red Adventure разработана Dynabyte и издана Core Design, DOS;
- Discworld — квест совместного производства Teeny Weeny Games и Perfect 10 Productions[англ.] в издании Psygnosis, PC (DOS), Macintosh и PlayStation.
- The Dig — квест компании LucasArts для PC (DOS) и Mac OS

## Системы
- 9 сентября — Sony выпустила PlayStation в США
- 23 сентября — Joygame от Nowco в США.

### Nintendo
- Game Boy Play It Loud;
- 32-битная игровая консоль Virtual Boy
- Satellaview BS-X для Famicom (только в Японии).

### Sega
- Май — Sega Saturn в Северной Америке
- Sega 32X для Sega Mega Drive в Европе

## Бизнес
- Основана Frog City Software, Inc.
- Джекобс, Марк и Дентон, Роб основали Interworld Productions.
- Когер, Норм основал Talonsoft.
- Ray Muzyka, Greg Zeschuk и Augustine Yip основали BioWare в Эдмонтоне, Канада.
- Cyberdreams и Imagineering ушли из бизнеса.

## Судебные процессы
- Nintendo против Samsung Electronics.
- Nintendo of America, Inc. против NTDEC.